# HMS Devastation (1804)
La HMS Devastation fue una bombarda de la Royal Navy británica, adquirida en 1804 y vendida en 1816. Sirvió en el Canal de la Mancha, en el mar Báltico, en las costas españolas y en los Estados Unidos durante las Guerras Napoleónicas. En la Guerra anglo-estadounidense de 1812 participó en el bombardeo de Fort McHenry y en la batalla de Baltimore.

## Historial
Fue adquirida en 1804. El buque fue uno de los que se vio envuelto en el ataque a Fort McHenry en la batalla de Baltimore durante la Guerra anglo-estadounidense de 1812. También participó en el bombardeo de Fort Washington, Maryland y St. Marys (Georgia) en 1814. Su comandante en esas acciones fue Thomas Alexander. Finalmente, fue vendida en 1816.